# Rørby
Rørby is een plaats in de Deense regio Seeland, gemeente Kalundborg, en telt 762 inwoners (2008).